# Pouteria decussata
Pouteria decussata, também conhecido como preguiceira, é uma espécie do gênero Pouteria . 

## Taxonomia
A espécie foi descrita em 1942 por Charles Baehni. 
O seguinte sinônimo já foi catalogado:  
- Barylucuma decussata  Ducke

## Forma de vida
É uma espécie terrícola e arbórea. 

## Descrição
| Caule                        | Caule                                          |
| ---------------------------- | ---------------------------------------------- |
| indumento ramo quando jovem  | glabro/glabrescente                            |
| lenticela ramo               | presente                                       |
| Folha                        |                                                |
| filotaxia                    | alterna dística                                |
| venação                      | eucamptódroma na base e broquidódroma no ápice |
| pecíolo                      | cilíndrico                                     |
| Inflorescência               |                                                |
| fasciculada posição          | axilar/ramiflora                               |
| Flor                         |                                                |
| número de sépalas por cálice | 4/5                                            |
| forma da corola              | ciatiforme                                     |
| número de lobos da corola    | 4/5                                            |
| margem do lobo da corola     | inteira                                        |
| ápice do lobo da corola      | agudo                                          |
| filete                       | glabro                                         |
| estilete                     | sem região constrita                           |
| número de lóculos do ovário  | 3                                              |
| Fruto                        |                                                |
| indumento                    | desconhecido                                   |
| superfície                   | desconhecido                                   |
| cor quando maduro            | desconhecido                                   |
| número semente               | desconhecido                                   |
| Semente                      |                                                |
| superfície                   | desconhecida                                   |
| cicatriz                     | desconhecida                                   |

## Distribuição
A espécie é encontrada no estado brasileiro de Pará. 
Em termos ecológicos, é encontrada no domínio fitogeográfico de Floresta Amazônica, em regiões com vegetação de floresta de terra firme.